# ニック・ロウ

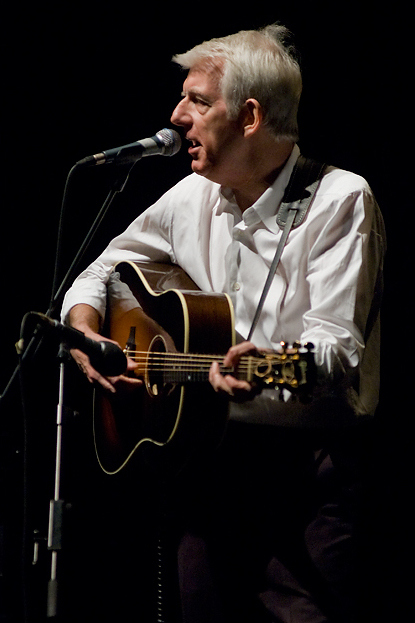
ニック・ロウ（2008年）

ニック・ロウ（Nick Lowe、1949年3月24日 - ）は、イギリスのロックミュージシャン、作曲家、ベーシスト、音楽プロデューサー。

## 来歴
1966年に、Kippington Lodge（キッピングトン・ロッジ）のメンバーとしてデビュー。後に、Kippington Lodgeは、ブリンズリー・シュウォーツ(Brinsley Schwarz)へと名前を変える。ブリンズリー・シュウォーツは、ザ・バンドの影響を受けており、1970年代のパブロック・バンドの代表格だったが、知名度は低かった。1974年のシングル「ピース、ラヴ・アンド・アンダースタンディング」はヒットこそしなかったが、現在も様々なアーティストの間で歌い継がれている。
1975年、ブリンズリー・シュウォーツを解散。その後は、スティッフ・レコードのハウス・プロデューサーとして評価を得る（ダムド『Damned Damned Damned』など）一方、デイヴ・エドモンズらとロックパイルとして活動。
1979年、「恋するふたり」がビルボード・Hot 100で12位を記録。また本国イギリスでもチャートの12位を記録した。ロックパイル解散後は、ソロ活動やエルヴィス・コステロ、プリテンダーズらのプロデューサーとしても活躍した。
1980年代末期にはライ・クーダー、ジョン・ハイアット、ジム・ケルトナーと共に、リトル・ヴィレッジ (Little Village)を結成し、1992年に唯一のアルバム『LITTLE VILLAGE』を発表。
2009年11月にはライ・クーダーとその息子のヨアキム・クーダーと共に来日。

## ディスコグラフィ

### スタジオ・アルバム
- 『ジーザス・オブ・クール』 - Jesus of Cool (1978年)
- 『レイバー・オブ・ラスト』 - Labour of Lust (1979年)
- 『ニック・ザ・ナイフ』 - Nick the Knife (1982年)
- 『ショウマンの悲劇』 - The Abominable Showman (1983年)
- 『カウボーイ・アウトフィット』 - Nick Lowe & His Cowboy Outfit (1984年)
- 『ローズ・オブ・イングランド』 - The Rose of England (1985年)
- 『ピンカー・アンド・プラウダー・ザン・プレヴィアス』 - Pinker and Prouder than Previous (1988年)
- 『パーティ・オブ・ワン』 - Party of One (1990年)
- 『インポッシブル・バード』 - The Impossible Bird (1994年)
- 『ディグ・マイ・ムード』 - Dig My Mood (1998年)
- The Convincer (2001年)
- 『アット・マイ・エイジ』 - At My Age (2007年)
- 『オールド・マジック』 - Old Magic (2011年)
- 『クオリティ・ストリート』 - Quality Street: a Seasonal Selection for All The Family (2013年)
- 『インドア・サファリ』 - Indoor Safari (2024年)

### ライブ・アルバム
- 『アンタッチド・テイクアウェイ』 - Untouched Takeaway (2004年)
- 『ザ・クオリティ・ホリディ・レヴュー・ライヴ』 - Nick Lowe & Los Straitjackets: Quality Holiday Revue Live (2015年)
- 『ライヴ・アット・ハウ・リヴァー・ボールルーム』 - Nick Lowe & Los Straitjackets: Live At Haw River Ballroom (2020年)

### EP
- Bowie (1977年)
- Nick Lowe & Dave Edmunds Sing the Everly Brothers (1980年) ※デイヴ・エドモンズと連名
- 『トキオ・ベイ』 - Tokyo Bay (2018年)
- 『ラヴ・スターヴェイション』 - Love Starvation (2019年)
- 『レイ・イット・オン・ミー 』 - Lay It On Me (2020年)

### コンピレーション・アルバム
- 『16 オール・タイム・ロウズ』 - 16 All-Time Lowes (1984年)
- Nick's Knack (1986年)
- 『ベスト・オブ・ニック・ロウ』 - Basher: The Best of Nick Lowe (1989年)
- 『ワイルダーネス・イヤーズ』 - The Wilderness Years (1991年)
- The Doings: The Solo Years (1999年)
- 『クワイエット・プリーズ - ザ・ニュー・ベスト・オブ・ニック・ロウ』 - Quiet Please... The New Best of Nick Lowe (2009年)
- 『ウォークアバウト』 - Nick Lowe & Los Straitjackets: Walkabout (2020年)

## 代表曲
- 「恋するふたり」 - "Cruel to Be Kind" (1979年)
- 「ピース、ラヴ・アンド・アンダースタンディング」 - "(What's So Funny 'Bout) Peace, Love and Understanding"
- "I Knew the Bride"
- "I Love the Sound of Breaking Glass"
- "American Squirm"
- "So It Goes"
- "Heart of the City"
- 「子供・大人」 - "Half a Boy & Half a Man"
- "All Men Are Liars"
- 「憧れのベイ・シティ・ローラーズ」 - "Bay City Rollers, We Love You" (1975年) ※Tartan Horde名義。日本ではJOHNNYS' ジュニア・スペシャルがカバーした。
- "Let's Go to the Disco" (1976年) ※The Disco Brothers名義
- 「愛しのベイ・シティ・ローラーズ・ショー」 - "Rollers Show" (1977年) ※Tartan Horde名義。日本独自のシングルカット